# Хорапир
Хорапи́р (рос. Хорапыр, чув. Хурапыр Юнтапа) — присілок у складі Вурнарського району Чувашії, Росія. Входить до складу Єрмошкінського сільського поселення.
Населення — 103 особи (2010; 154 у 2002).
Національний склад:
- чуваші — 99 %